# Graptemys geographica
La tartaruga geografica settentrionale o tartaruga geografica comune (Graptemys geographica(Lesueur, 1817)) è una testuggine della famiglia degli emididi.

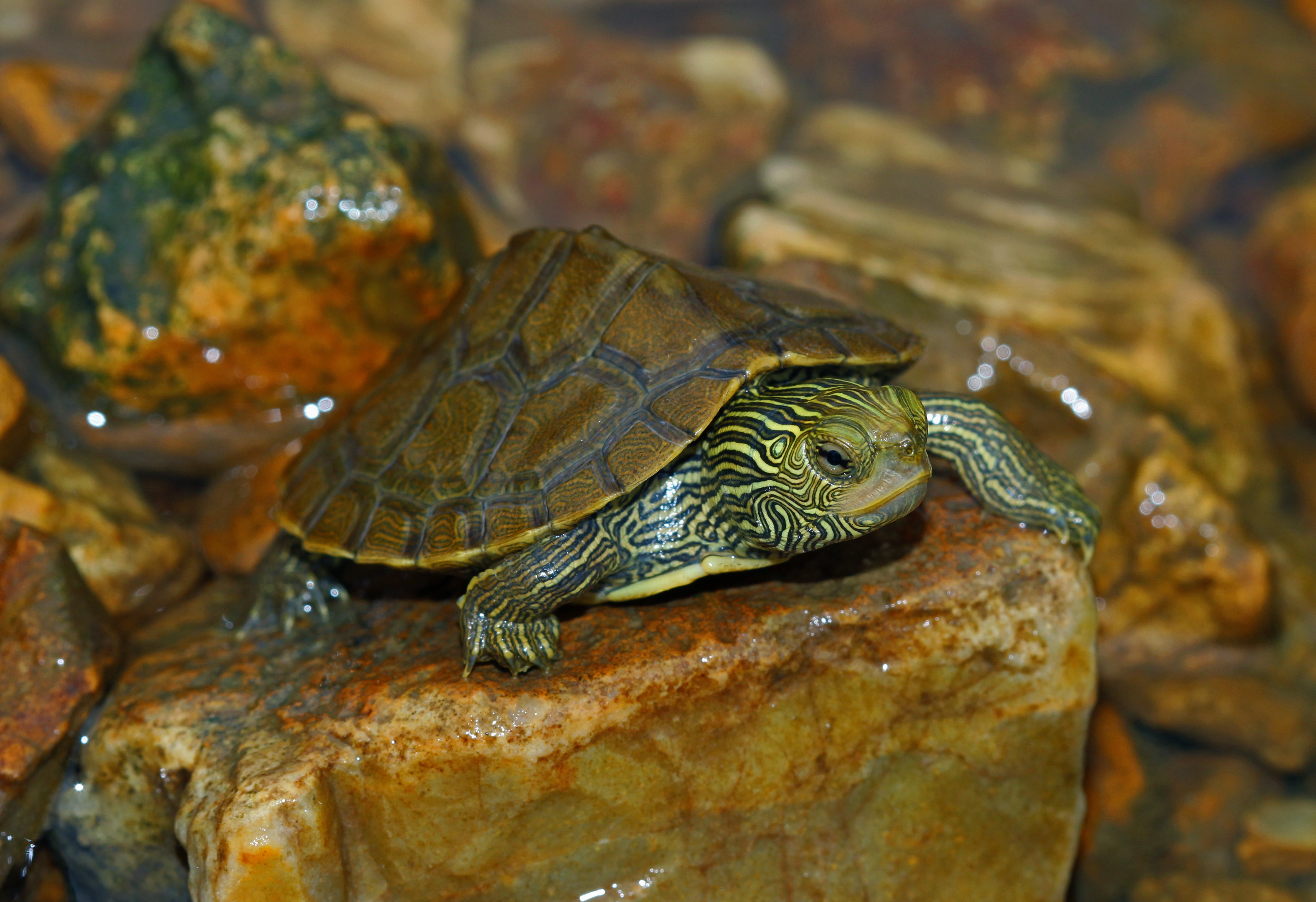
Giovane esemplare di Graptemys geographica.